# Musée de Kargul et de Pawlak
Le musée de Kargul et de Pawlak est un musée situé à Lubomierz au 1 rue Wacław Kowalski.
Il se trouve dans une ancienne maison de fabricants de toile (en polonais : Dom Płócienników), datant du XVIe siècle.

## Description
En 1992, le premier numéro du journal local Sami Swoi est publié à Lubomierz, et les rédacteurs commencent à recueillir les souvenirs liés au passé cinématographique de la ville. Le musée est créé en 1995 à l’initiative des habitants, avec le soutien du maire de l’époque.
Le musée est situé près du marché de la ville qui apparaît plusieurs fois dans le film Sami Swoi. Les salles du musée se trouvent au rez-de-chaussée de l’un des plus vieux bâtiments de Lubomierz, dit la maison des fabricants de toile, qui à partir du XVIe siècle était le siège de la guilde des fabricants de toile. Les riches valeurs architecturales en font une attraction touristique.

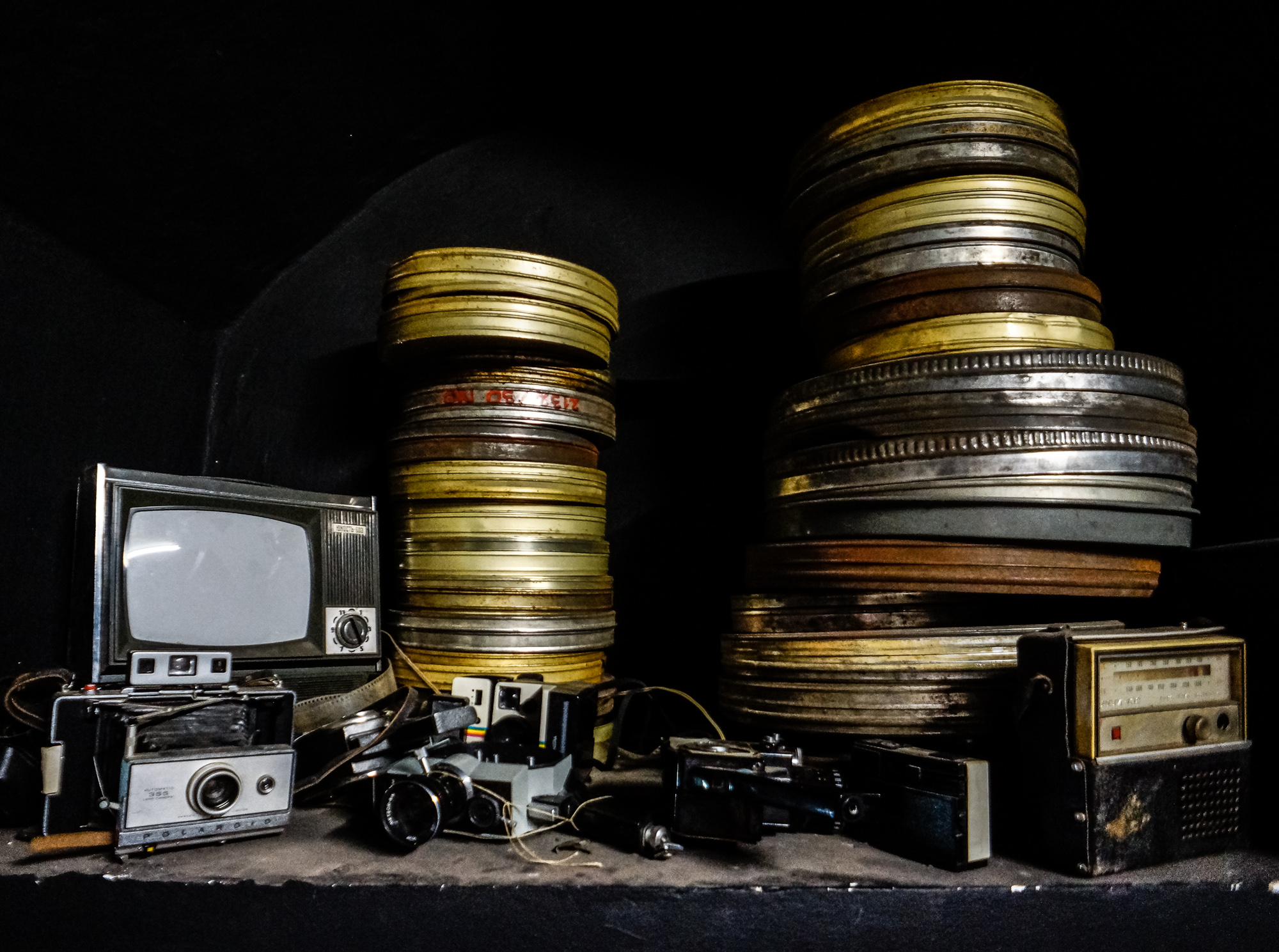
Les pièces d’exposition du film dans le musée

Devant le bâtiment, il se trouve une « allé du film », qui n'est pas dans la partie officielle du musée, mais développe son exposition. Il s'y trouvent des plaques commémoratives dédiées aux gens de cinéma (non seulement associés avec le film Sami Swoi, mais aussi avec les autres productions réalisées à Lubomierz). Devant l’entrée existent deux figures des personnages principaux du film : Władysław Kargul et Kazimierz Pawlak, et un panneau indicateur avec les directions et les distances de villes importantes du monde.